# Couze d’Ardes
Die Couze d’Ardes (im Mündungsabschnitt bloß Couze genannt) ist ein Fluss in Frankreich, der im Département Puy-de-Dôme in der Region Auvergne-Rhône-Alpes verläuft. Sie entspringt in den Cézallier-Bergen, im Gemeindegebiet von Anzat-le-Luguet. Die Quelle befindet sich am Chamaroux-Pass und liegt im Regionalen Naturpark Volcans d’Auvergne. Der Fluss entwässert generell in nordöstlicher Richtung und mündet nach rund 39 Kilometern bei Le Breuil-sur-Couze als linker Nebenfluss in den Allier.

## Orte am Fluss
- Saint-Alyre-ès-Montagne
- Ardes
- Saint-Germain-Lembron
- Le Breuil-sur-Couze